# 佐々木賢
佐々木 賢（ささき けん、1933年 - 2023年）は日本の教育・社会臨床学に関する評論家。旧満洲国奉天市生まれ。 日本社会臨床学会運営委員。

## プロフィール
満洲国奉天市生まれ。幼少時に南満洲鉄道の技師だった父を亡くし、終戦後引揚げ。書店勤務等のかたわら愛知県内の定時制高校に通学するが、結核のため休学。
復学後、社会問題を話し合う校内サークル「語り聞く会」に参加、のちに名古屋新幹線訴訟原告団となる森田愛作らと知りあう。大学卒業後、東京都立高校の主に定時制の教員として勤務。1975年頃より校内暴力が激しくなり、その背景を探ることが教育問題を語る原風景となる。（「親と教師が少し楽になる本―教育依存症を超える」北斗出版2002）。退職後は和光大学公開講座講師、東京エアトラベル・ホテル専門学校講師、神奈川県高校教育会館教育研究所代表等を経て、日本社会臨床学会運営委員。
論評の対象は学校化論（学校の変遷、学校と社会の関係、教育発生史、現代社会の教育の意味）、教育現象（不登校、いじめ、非行、親殺し子殺し等マスコミで話題となる社会現象）、労働市場（変遷、就職状況＝学歴社会の変化、新能力主義、職業資格、階層問題）、人間関係論（世代と文化、子ども・若者文化、親子関係、社会心理と人間行動学）など。
妻は児童文学者の佐々木赫子。
2023年肺がんのため死亡

## 著書
- 高校生の意識と生活―戦後30年の軌跡 高校生の意識と生活―戦後30年の軌跡　三一書房　1979
- 学校はもうダメなのか　三一書房 1981
- 学校非行 (シリーズ人間と教育) 三一書房 1983
- 学校を疑う―学校化社会と生徒たち　三一書房　1984
- 当節定時制高校（パートタイム・スクール）事情 有斐閣　1987
- 怠学の研究―新資格社会と若者たち　三一書房　1991
- 資格を取る前に読む本―資格社会の秘密　三一新書　1996
- 親と教師が少し楽になる本―教育依存症を超える　北斗出版 2002
- 教育と格差社会 青土社 2007
- 教育×原発－操作される子どもたち 青土社 2011
- 戦時下の日常と子どもたち　青土社　2021

## 共著
- （松田博公）教育という謎―消費社会の文化変容 北斗出版 1992年
- （松田博公）果てしない教育?―教育を超える対話 増補版 北斗出版 1993年
- 現代の教育第6巻 岩波書店 1998年
- カウンセリング幻想と現実 現代書館 2000年
- （浜田寿美男・小沢牧子）学校という場で人はどう生きているのか 北大路書房 2003年
- （山梨彰・沖塩有希子）商品化された教育 先生も生徒も困っている 青土社 2009年
- （大内裕和）ブラック化する教育 青土社 2015年 対談集